# Грохот (Хунедоара)
Грохот (рум. Grohot) насеље је у Румунији у округу Хунедоара у општини Булзештиј де Сус. Oпштина се налази на надморској висини од 587 m.

## Становништво
Према подацима из 2002. године у насељу је живело 50 становника, од којих су сви румунске националности.